# Rura (Uttar Pradesh)
Rura – miasto w północnych Indiach w stanie Uttar Pradesh, na Nizinie Hindustańskiej.
Populacja miasta w 2001 roku wynosiła 15 206 mieszkańców.